# Smart akkumulator
En smart akkumulator eller smart akkumulatorpakke er en akkumulatorpakke med en indbygget batteristyresystem (BMS).
Udover de sædvanlige plus og minus terminaler har den også f.eks. mellem 2 eller flere terminaler til forbindelse til BMSet - typisk er minus også anvendt til BMS stel. BMS-grænseflade eksempler: SMBus, PMBus, EIA-232, EIA-485 og Local Interconnect Network.
Den smarte akkumulator kan internt gøre nogle få eller mange ting - f.eks. måle spænding og strøm - og udlede ladningsniveau, SoH (State-of-Health) som nævnt i artiklen batteristyresystem.
Eksternt kan den smarte akkumulator kommunikere med en smart akkumulatorlader og en smart elforbruger. F.eks. kan den smarte akkumulator kræve at ladningen stoppes - eller bede om at ladning startes - eller kræve at den smarte elforbruger stopper med at bruge energi fra denne akkumulator.
Der er en standard for en smart akkumulator specifikation kaldet Smart Battery System - og herudover mange ad-hoc specifikationer.